# Налог на прибыль
Нало́г на при́быль — прямой налог, взимаемый с прибыли организации (предприятия, банка, страховой компании и т. д.). Прибыль для целей данного налога, как правило, определяется как доход от деятельности компании минус сумма установленных вычетов и скидок.

## Ставки налога на прибыль в мире
Неравномерность налогообложения прибыли в разных странах является поводом для международных дискуссий. В одних государствах, например во Франции, ставка налога на прибыль компаний превышает 30 %. В других, например, в Венгрии она не достигает и 10 %. В результате многие компании переводят свой бизнес в те страны, где налоги меньше.
В октябре 2021 года около 136 стран согласились ввести ставку налога на прибыль не ниже 15 % с 2023 года.

## Российская практика
В 1992—2001 годах налог регулировался Законом РФ от 27.12.1991 N 2116-1 «О налоге на прибыль предприятий и организаций» и рассчитывался путём корректировки финансового результата, полученного по данным бухгалтерского учёта. С 2002 года налог регламентируется главой 25 части II Налогового Кодекса РФ и исчисляется по данным налогового учёта.
В 1995—2001 годах базовая ставка налога составляла 35 % и была выше для банков, страховщиков и др., в 2002—2008 годах унифицированная ставка была равна 24 %. С 2009 года ставка по налогу на прибыль равна 20 %, из них 2 % зачислялось в федеральный бюджет, 18 % — в бюджет субъекта РФ (п. 1 ст. 284 НК РФ). С 2017 по 2024 год в федеральный бюджет зачисляется 3 %, 17 % — в бюджет субъекта РФ (п. 1 ст. 284 НК РФ). С 2025 года в федеральный бюджет зачисляется 8 %, 17 % — в бюджет субъекта РФ, а общая ставка налога на прибыль увеличена до 25 %.
| Период    | Общая ставка | В федеральный бюджет | В бюджет субъекта РФ | Примечания |
| --------- | ------------ | -------------------- | -------------------- | --- |
| 1995—2001 | 35 %         | —                    | —                    | Для банков, страховщиков и др. ставка выше.                                                                                    |
| 2002—2008 | 24 %         | 7,5 %                | 14,5 %               | Введена унифицированная ставка                                                                                                 |
| 2009—2016 | 20 %         | 2 %                  | 18 %                 | |
| 2017—2024 | 20 %         | 3 %                  | 17 %                 | |
| 2025 —    | 25 %         | 8 %                  | 17 %                 | Ставка увеличена с 20 % до 25 %, с 2031 года — 7 % в федеральный бюджет, 18 % — в региональные бюджеты, для IT-компаний — 5 %. |

В РФ плательщиками налога на прибыль являются (п. 1 ст. 246 НК РФ):
- российские организации;
- иностранные организации, осуществляющие свою деятельность в РФ через постоянные представительства и (или) получающие доходы от источников в РФ.

Прибыль определяется как сумма доходов, уменьшенная на величину расходов (ст. 247 НК РФ). Все доходы организации делятся на облагаемые и необлагаемые налогом на прибыль. Перечень последних содержится в статье 251 НК РФ и является закрытым. Все доходы, которые там не упомянуты, автоматически облагаются налогом на прибыль.
Затраты также подразделяются на расходы, которые уменьшают и не уменьшают налогооблагаемую прибыль. Формально перечень расходов, которые не учитываются при расчете налога на прибыль, перечислен в статье 270 НК РФ. Однако это не означает, что все иные затраты автоматически уменьшают налогооблагаемую прибыль.
Условия для учёта расходов при расчете налога на прибыль
Чтобы расход учитывался при расчете налога на прибыль, необходимо одновременное выполнение следующих условий:
- сумма расхода должна быть документально подтверждена (п. 1 ст. 252 НК РФ). Недочеты в первичных документах нередко становятся основанием для отказа в признании расхода в налоговом учёте;
- расход должен быть экономически обоснован (п. 1 ст. 252 НК РФ). К примеру, если обычный продуктовый магазин купит спортивный тренажер, то инспекторы могут заявить, что такая покупка не связана с деятельностью, направленной на получение дохода. И в итоге отказать в признании расхода;
- расход должен быть реально понесен (п. 1 ст. 252 НК РФ). Например, если организация-продавец отражает транспортные расходы на перевозку товара из Кирова в Москву, а на самом деле покупатель забрал товар в Кирове, то расходы на фиктивный перевоз товара не уменьшат налогооблагаемую прибыль;
- расход не должен быть упомянут в статье 270 НК РФ. В частности, если организация оплатит своим сотрудникам вечер развлечения в боулинге, то она не сможет признать расходы на него в налоговом учёте, так как пункт 29 статьи 270 НК РФ прямо запрещает учитывать расходы на отдых и развлечения работников;
- сумма расхода, который нормируется в соответствии с НК РФ, не превышает установленный лимит. Так, рекламные расходы не перечисленные в абзацах 2-4 п. 4 ст. 264 НК РФ признаются в налоговом учёте только в пределах 1 % от суммы выручки за отчетный период (п. 4 ст. 264 НК РФ). Почти все рекламные расходы направленные на увеличение продаж перечислены в абзацах 2-4 п. 4 ст. 264 НК РФ и на них ограничение в 1 % не распространяется:
  - расходы на рекламные мероприятия через средства массовой информации (в том числе объявления в печати, передача по радио и телевидению), информационно-телекоммуникационные сети, при кино- и видеообслуживании; (в ред. Федерального закона от 23.07.2013 N 215-ФЗ)
  - расходы на световую и иную наружную рекламу, включая изготовление рекламных стендов и рекламных щитов;
  - расходы на участие в выставках, ярмарках, экспозициях, на оформление витрин, выставок-продаж, комнат образцов и демонстрационных залов, изготовление рекламных брошюр и каталогов, содержащих информацию о реализуемых товарах, выполняемых работах, оказываемых услугах, товарных знаках и знаках обслуживания, и (или) о самой организации, на уценку товаров, полностью или частично потерявших свои первоначальные качества при экспонировании. Представительские расходы — в пределах 4 % от расходов на оплату труда за отчетный период (п. 2 ст. 264 НК РФ). Проценты по займам и кредитам — в пределах среднего процента по долговым обязательствам, выданным на сопоставимых условиях, либо в пределах ставки рефинансирования ЦБ РФ, увеличенной в 1,1 раз (п. 1.1 ст. 269 НК РФ). Суммы расхода, которые превышают установленный лимит, не уменьшают налогооблагаемую прибыль в принципе;
- для расхода не прописаны отдельные правила учёта. В НК РФ есть ряд затрат, которые учитываются обособленно. К примеру, доходы и расходы от операций с ценными бумагами учитываются отдельно от общей базы (п. 8 ст. 280 НК РФ). И если сумма расходов по операциям с ценными бумагами окажется больше суммы доходов, то полученный убыток не сможет уменьшить налогооблагаемую базу по обычным операциям (п. 10 ст. 280 НК РФ).

В итоге налогом на прибыль облагается разница между облагаемыми доходами и расходами, которые уменьшают налоговую базу отчетного периода.
Период учёта доходов и расходов в налоговом учёте
Налоговым периодом по налогу на прибыль является календарный год (п. 1 ст. 285 НК РФ). Отчетный период зависит от выбора налогоплательщиков (п. 2 ст. 285 НК РФ). Для выбравших ежеквартальную отчетность отчетным периодом является I квартал,
полугодие и 9 месяцев (наиболее распространенный выбор). Для выбравших
ежемесячную отчетность отчетным периодом является 1 месяц, 2 месяца, 3 месяца, …, 11 месяцев.
Налогооблагаемая прибыль рассчитывается исходя из доходов и расходов именно отчетного или налогового периода. Но рассчитываться она может двумя способами: методом начисления и кассовым методом.
При кассовом методе налогоплательщик отражает доход в налоговом учёте по мере получения денег на счет или в кассу, поступления иного имущества, работ, услуг или имущественных прав или погашения задолженности перед ним иным способом (п. 2 ст. 273 НК РФ). Аналогичные правила действуют и в отношении расходов, они признаются только после их фактической оплаты (п. 3 ст. 273 НК РФ). Но этот метод могут использовать только те организации, у которых в среднем за предыдущие четыре квартала сумма выручки от реализации товаров, работ или услуг из учёта НДС не превышает 1 млн руб. за каждый квартал (п. 1 ст. 273 НК РФ).
Большинство налогоплательщиков превышает установленный предел, поэтому они обязаны применять метод начисления. В этом случае доход признается в том периоде, в котором он имел место независимо от фактического получения денег или иной оплаты (п. 1 ст. 271 НК РФ).
Для иллюстрации предположим, что организация реализовала товар на сумму 1 млн руб. 30 марта (это I квартал), а деньги за поставку так и не получила. При методе начисления доход в 1 млн руб. считается полученным в I квартале, так как прошла реализация, следовательно, организация должна заплатить налог на прибыль не позднее 28 апреля (п. 1 ст. 287, п. 3 ст. 289 НК РФ).
Период признания расхода при методе начисления также имеет свои особенности. Некоторые расходы организация обязана признавать раньше, чем они наступают в соответствии с условиями договора. К примеру, организация получила заем на несколько лет с выплатой процентов одной суммой в конце срока займа. Однако для целей налогового учёта компания-заемщик обязана признавать проценты в составе расходов ежемесячно (п. 8 ст. 272 НК РФ).
Ряд расходов НК РФ обязывает отражать в более поздние периоды по сравнению с периодом их несения. Особенно ярко это демонстрируется на примере прямых и косвенных расходов (ст. 318 НК РФ).
Налогоплательщик сам определяет, какие расходы относятся непосредственно к производству, то есть являются прямыми. По умолчанию к ним относится материальные расходы, расходы на оплату труда производственных рабочих с учётом страховых отчислений и амортизация производственного оборудования (п. 1 ст. 318 НК РФ). Такие расходы уменьшают налогооблагаемую прибыль пропорционально объёму продукции, отгруженному покупателям. Конкретный порядок признания прямых расходов налогоплательщик устанавливает самостоятельно исходя из особенностей своего производства, однако в общем виде механизм изложен в статье 319 НК РФ.
Проиллюстрируем общий механизм на примере. Предположим, в I квартале прямые расходы организации на производство 800 ед. готовой продукции составили 800 тыс. руб. Если компания отгрузит в этом же периоде покупателям 100 ед. данной готовой продукции (без учёта остатков на складе), то её налогооблагаемую прибыль в этом периоде уменьшат прямые расходы в сумме 100 тыс. руб., если отгрузит 500 ед., то 500 тыс. руб. Оставшаяся сумма будет учтена в следующих периодах по мере отгрузки продукции.
Все прочие расходы являются косвенными и признаются в налоговом учёте в периоде их несения (п. 2 ст. 318 НК РФ).
Авансовая система платежей по налогу на прибыль
Налог на прибыль уплачивается по итогам налогового периода, то есть календарного года, не позднее 28 марта следующего года (п. 1 ст. 287, п. 4 ст. 289 НК РФ). Однако для более равномерного наполнению бюджета законодатель предусмотрел авансовые платежи по налогу на прибыль, которые налогоплательщик обязан уплачивать каждый месяц не позднее 28 числа (п. 1 ст. 287 НК РФ).
При ежемесячной отчетности налогоплательщик платит авансовый платеж исходя из фактически полученной налогооблагаемой прибыли (п. 1 ст. 287 НК РФ).
При ежеквартальной отчетности уплата авансовых платежей происходит по более сложной схеме, так как размер налогооблагаемой прибыли определяется только по итогам квартала. В этом случае упрощенно сумма ежемесячного платежа рассчитывается как 1/3 от авансового платежа за предыдущий квартал (п. 2 ст. 286 НК РФ).
Приведем пример. За I квартал налогооблагаемая прибыль организации составила 1,5 млн руб. Налог на прибыль с неё будет равен 300 тыс. руб. (1 500 000 руб. х 20 %). В этом случае не позднее 28 апреля она должна перечислить ежемесячный авансовый платеж в размере 100 тыс. руб. (300 000 руб. х 1/3), 28 мая — 100 тыс. руб. и 28 июня — 100 тыс. руб. Далее на основании декларации за полугодие фактический авансовый платеж за II квартал составил 360 тыс. руб. Следовательно, не позднее 28 июля организация обязана доплатить за II квартал ещё 60 тыс. руб. (360 000 руб. — 300 000 руб.) и перечислять ежемесячный авансовый платёж за этот месяц. Его сумма на III квартал будет рассчитываться уже исходя из 360 тыс. руб. и составит 120 тыс. руб. ежемесячно.
Если же в приведенном примере фактический авансовый платёж за II квартал составит 30 тыс. руб., то у компании образуется переплата в размере 270 тыс. руб. (100 000 руб. х 3 мес. — 30 000 руб.). В этом случае ежемесячный платеж на III квартал составит 10 тыс. руб. (30 000 руб. х 1/3).